# Borne (Ardèche)
Borne település Franciaországban, Ardèche megyében. Lakosainak száma 45 fő (2022. január 1.). Borne Astet, Loubaresse, Mayres, Montselgues, Sablières, Saint-Étienne-de-Lugdarès, La Souche, Valgorge és Saint-Laurent-les-Bains-Laval-d’Aurelle községekkel határos.

## Népesség
A település népességének változása:
| Lakosok száma | 66   | 31   | 41   | 40   | 39   | 49   | 51   | 49   | 49   | 45   |
|               | 1968 | 1982 | 1999 | 2006 | 2011 | 2015 | 2017 | 2018 | 2020 | 2022 |